# Doris Ulmannová

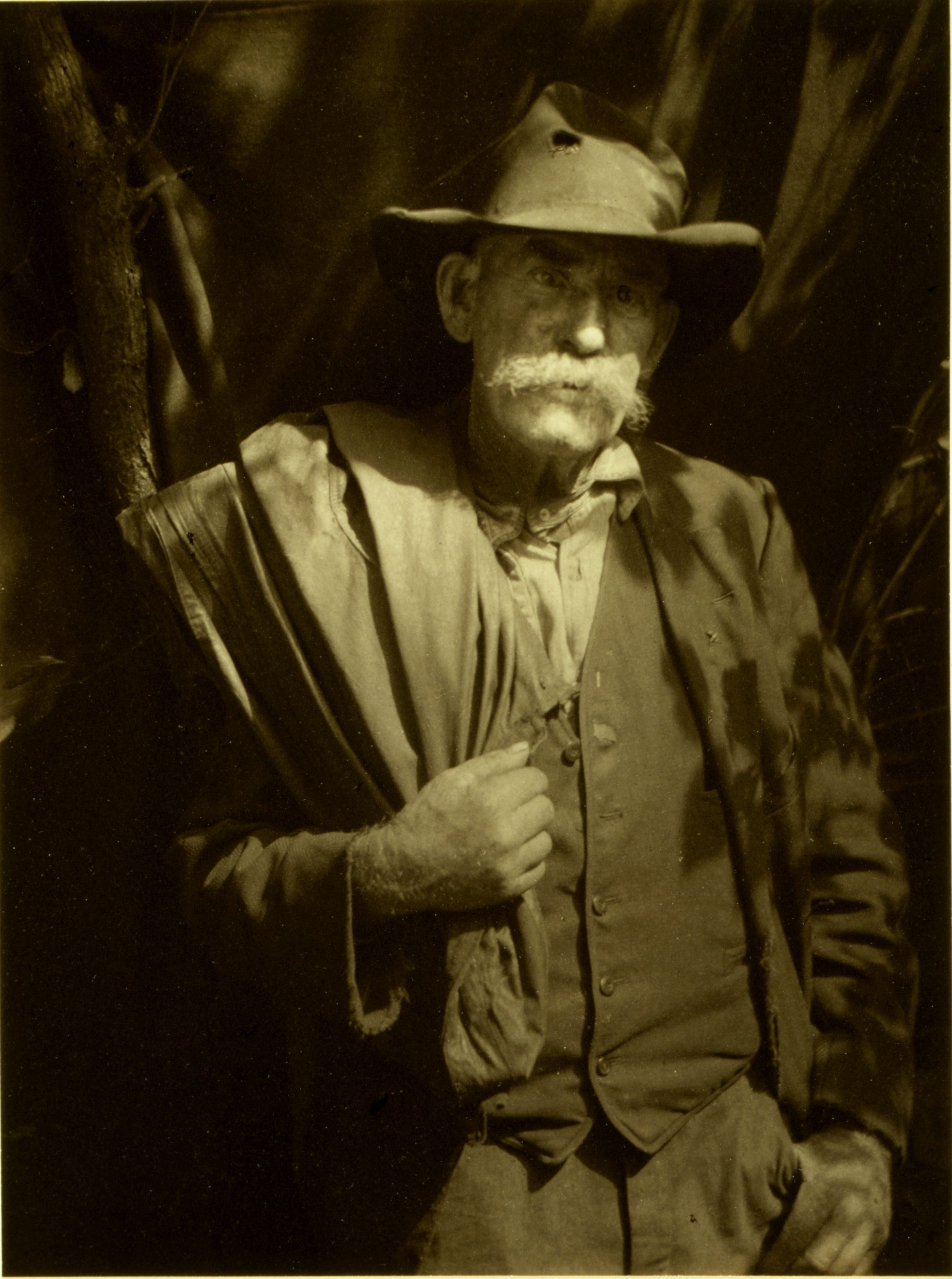
Doris Ulmannová: Horal z jihu

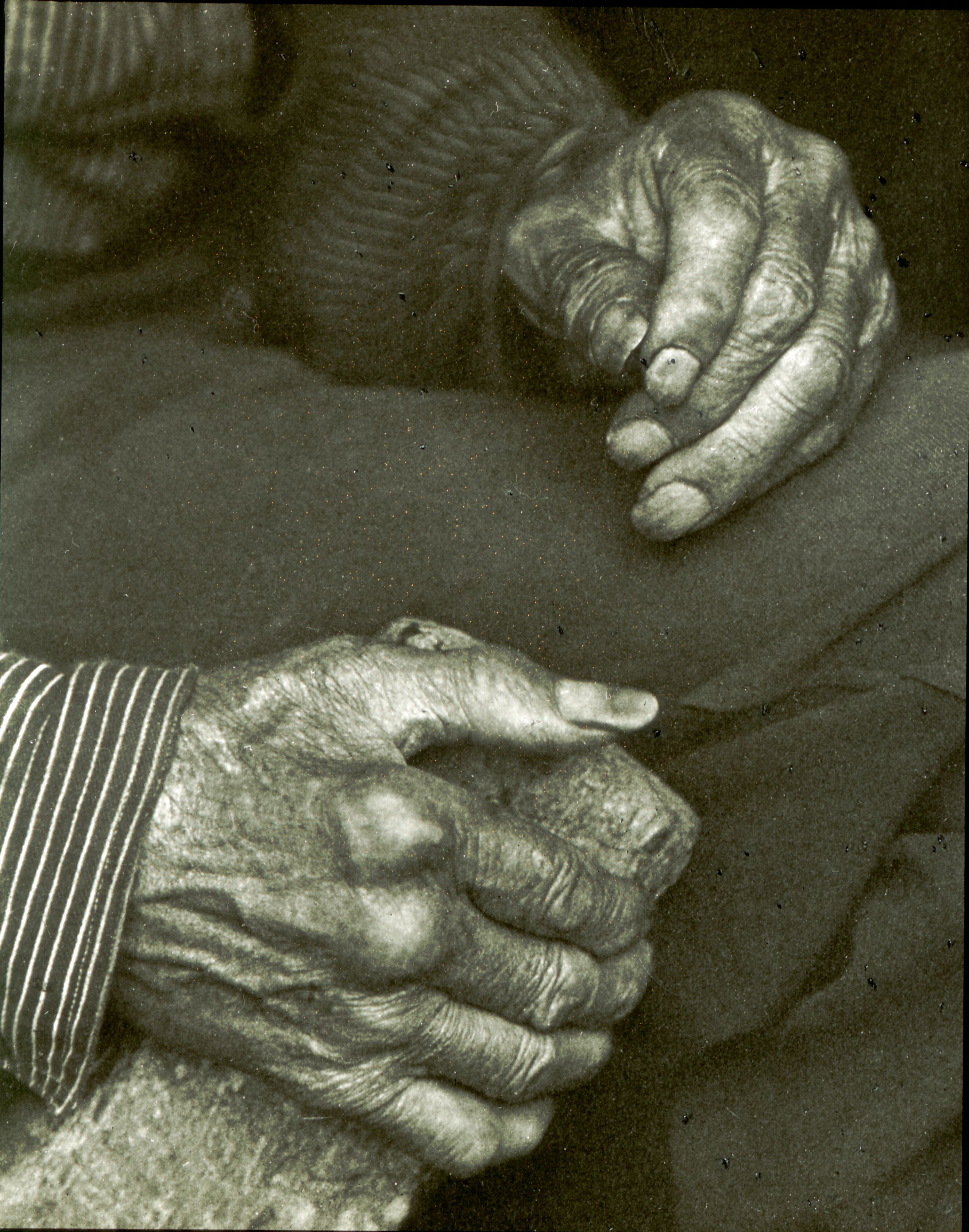
Doris Ulmannová: Ruce dělníka

Doris Ulmannová (nepřechýleně Ulmann, 29. května 1882 New York – 28. srpna 1934 New York) byla americká fotografka, nejznámější svými portrétními fotografiemi lidí východoamerického regionu Appalachia, a to zejména řemeslníků a hudebníků jako například Jean Ritchie s rodinou, mezi lety 1928 a 1934.

## Život a dílo
Doris Ulmannová studovala na soukromé škole etické kultury ve Fieldstonu, která prosazovala individuální cestu bez ohledu na etnický původ nebo ekonomické podmínky. Poté šla studovat na Columbia University, po které měla v úmyslu stát se učitelem psychologie. Její zájem o fotografování byl nejprve jejím koníčkem, ale po roce 1918 se tomuto umění začala věnovat profesionálně.
Ulmannová tíhnula k piktorialismu a stala se členkou spolku Pictorial Photographers of America. Dokumentovala obyvatelstvo na venkově na americkém Jihu, především horské národy Appalačiů a Gullahů na mořských ostrovech v Atlantském ocánu, s hlubokou úctu k lidem a etnografickým okem pro kulturu. Svůj piktorialistický styl zdokonalila jako studentka ve Škole moderní fotografie Clarence H. Whita. Mezi studenty této školy patřili další významní fotografové jako například Margaret Bourke-Whiteová, Anne Brigmanová, Dorothea Langeová, Paul Outerbridge, Stella F. Simonová nebo Karl Struss. Její práce byly vystavovány v různých newyorských galeriích a publikovány v magazínech Theatre Arts Monthly, Mentor, Scribner's Magazine a Survey Graphic. Byla vdaná za piktorialistického fotografa a lékaře Dr. Charlese H. Jaegera.

V rozhovoru s Dale Warrenem z magazínu Bookman Ulmannová zdůraznila svůj zvláštní zájem o portréty. 
„...Tvář, která nese znaky intenzivního života, která vyjadřuje určitou fázi života, některé dominantní kvality nebo duševního výkonu, představuje pro mě zajímavou tvář. Z tohoto důvodu tvář staršího člověka, možná ne krásného v pravém slova smyslu, je obvykle přitažlivější než tvář mladší osoby, která se sotva života dotkla.”

Její rané dílo obsahuje řadu portrétů významných intelektuálů, umělců a spisovatelů: William Butler Yeats, John Dewey, Max Eastman, Sinclair Lewis, Lewis Mumford, Joseph Wood Krutch, Martha Grahamová, Anna Pavlova, Paul Robeson a Lillian Gishová. V roce 1932 začala svou nejzajímavější sérii dokumentů příslušníků lidí Appalachia, které byly v roce 1937 zveřejněny v knize Allena Eatona Handicrafts of the Southern Highlands.

## Galerie

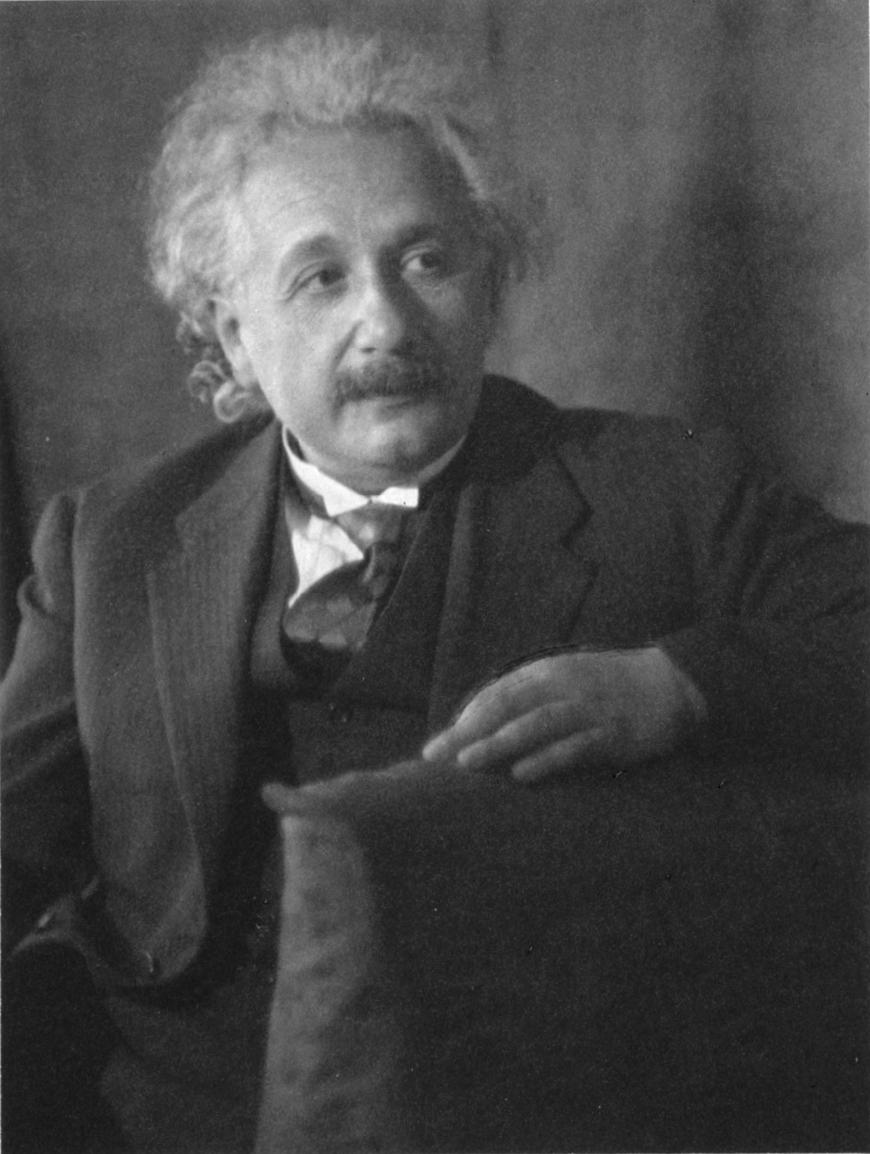
Albert Einstein
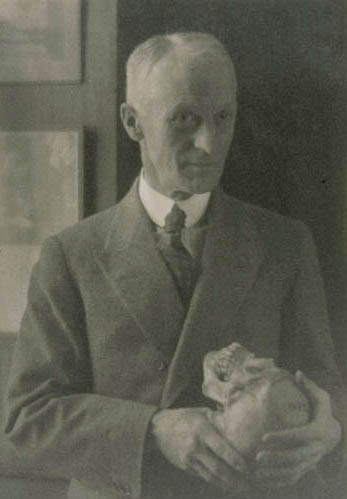
Harvey Cushing, 1920–1930
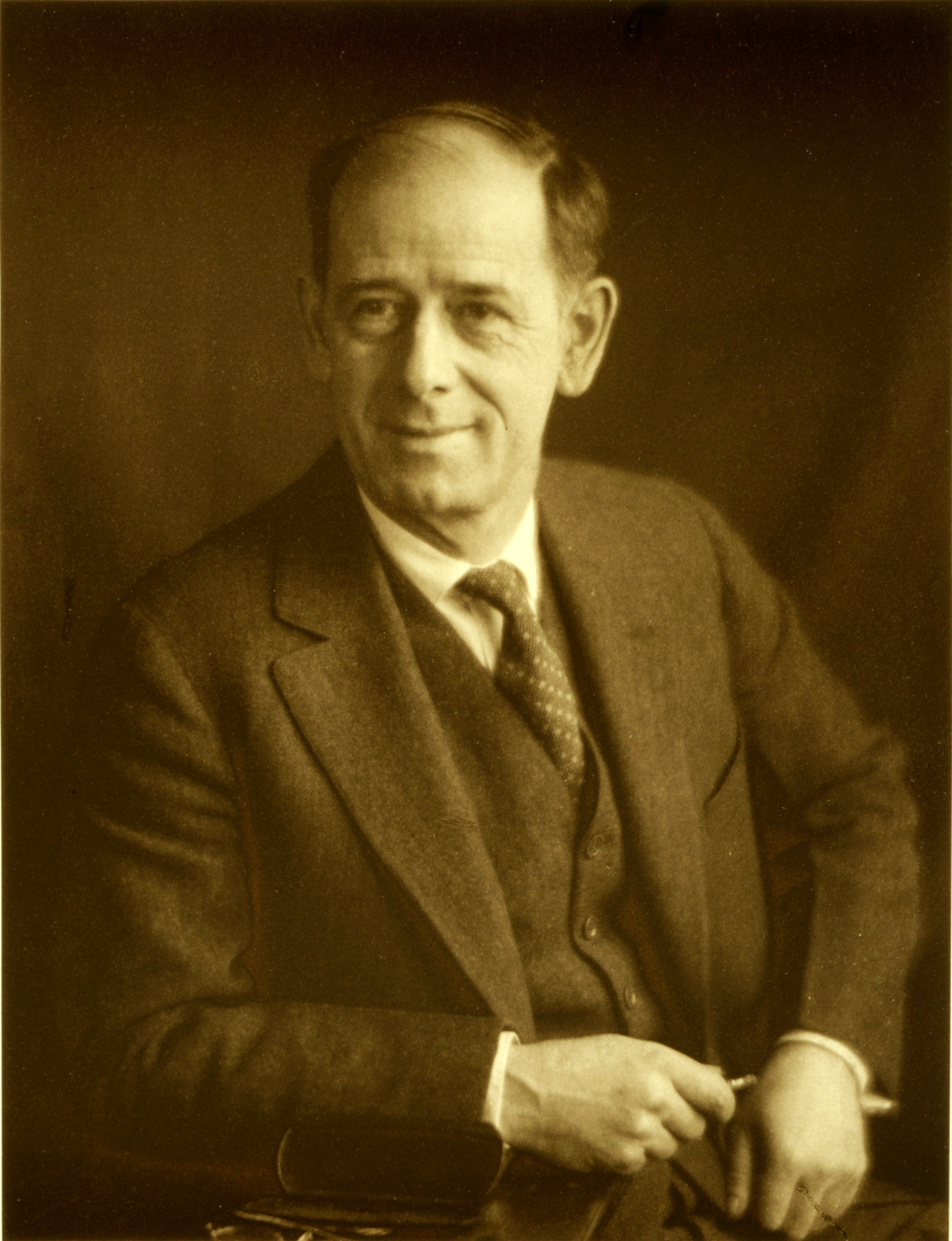
Clarence Hudson White
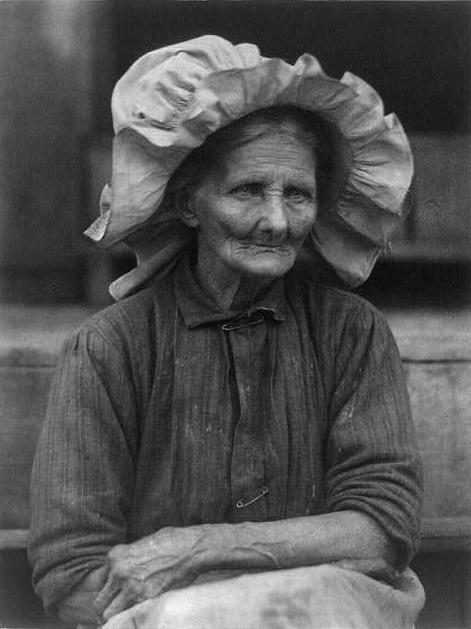
Stařenka v čepci proti slunci
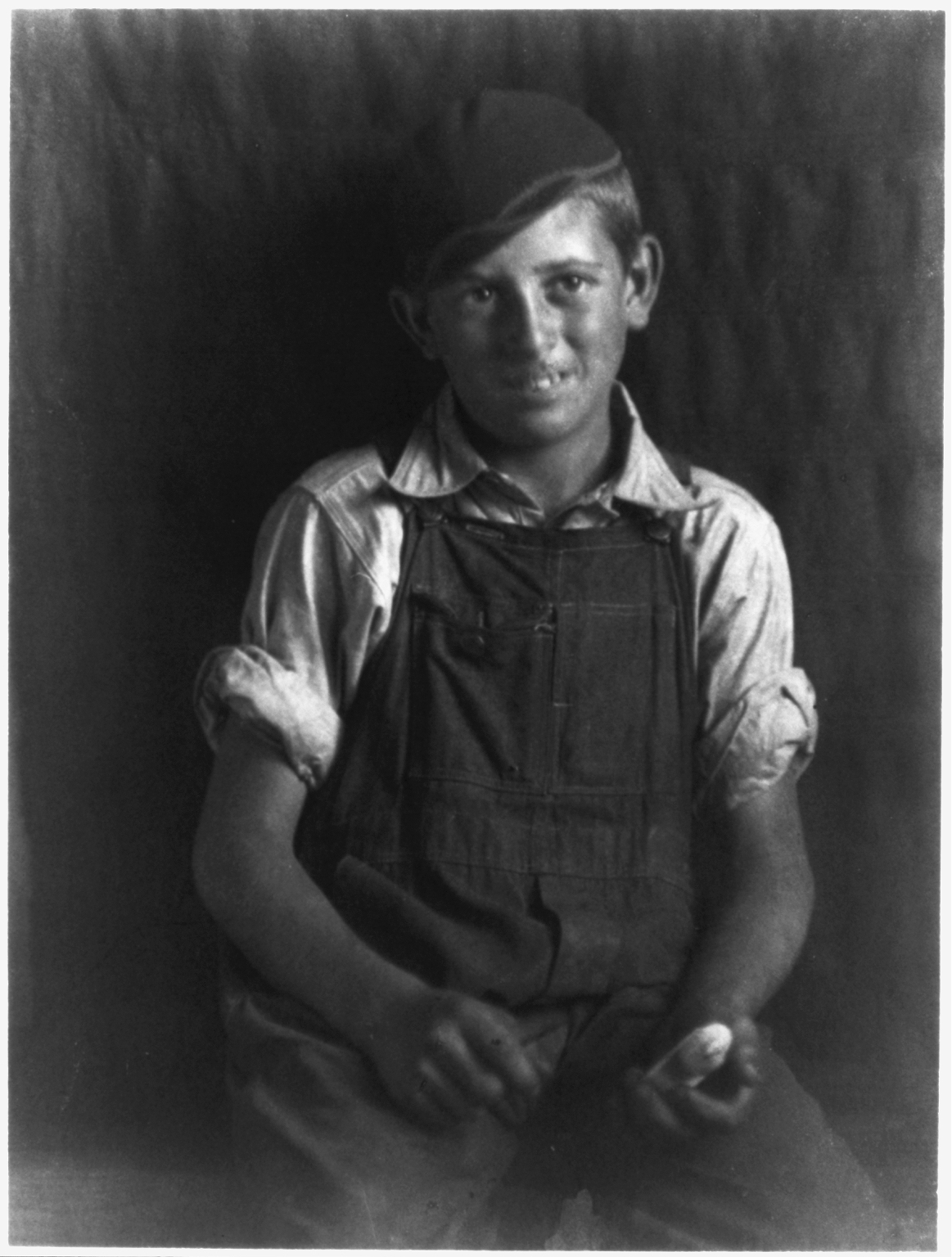
Chlapec v montérkách a čepici
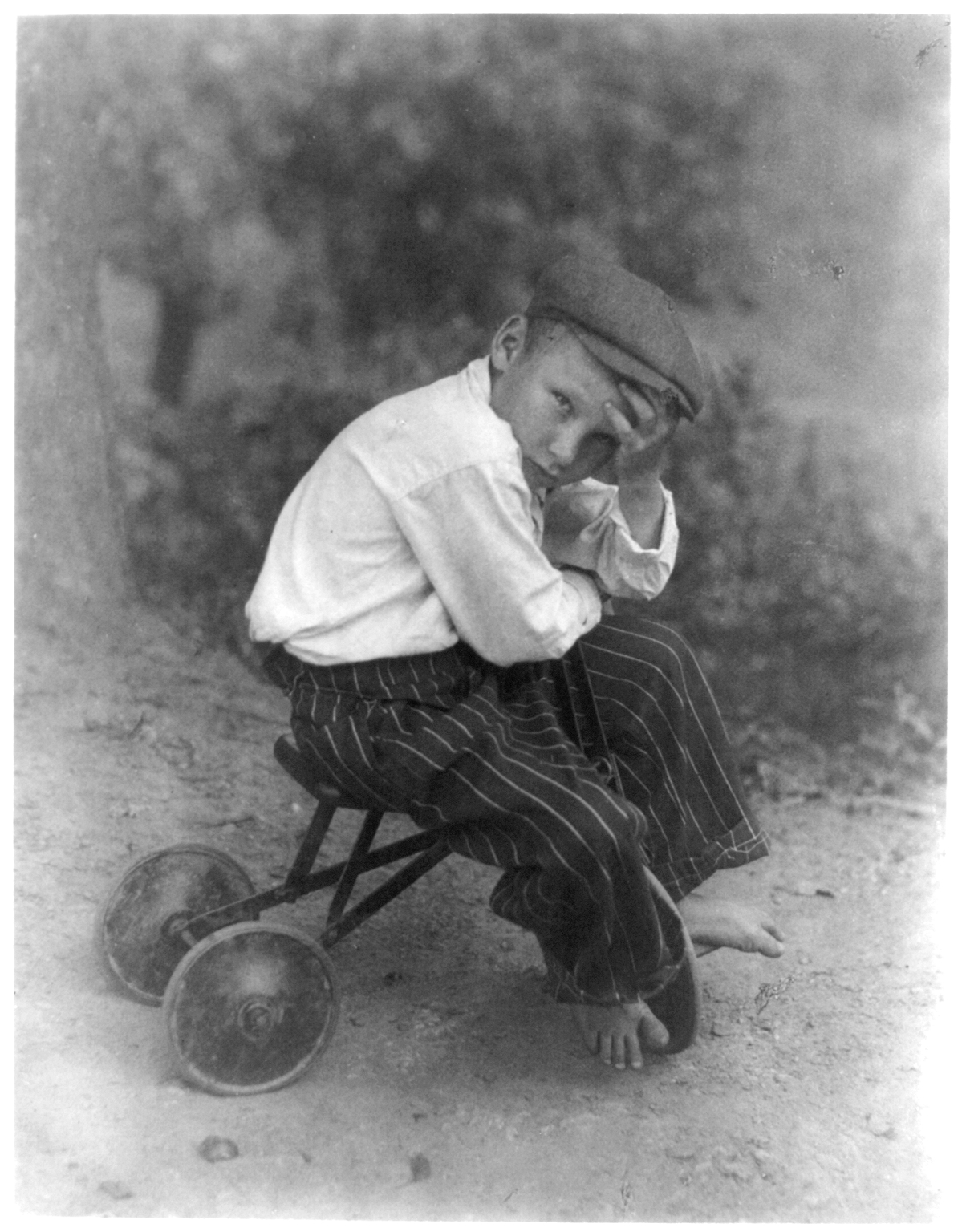
Hošík na tříkolce
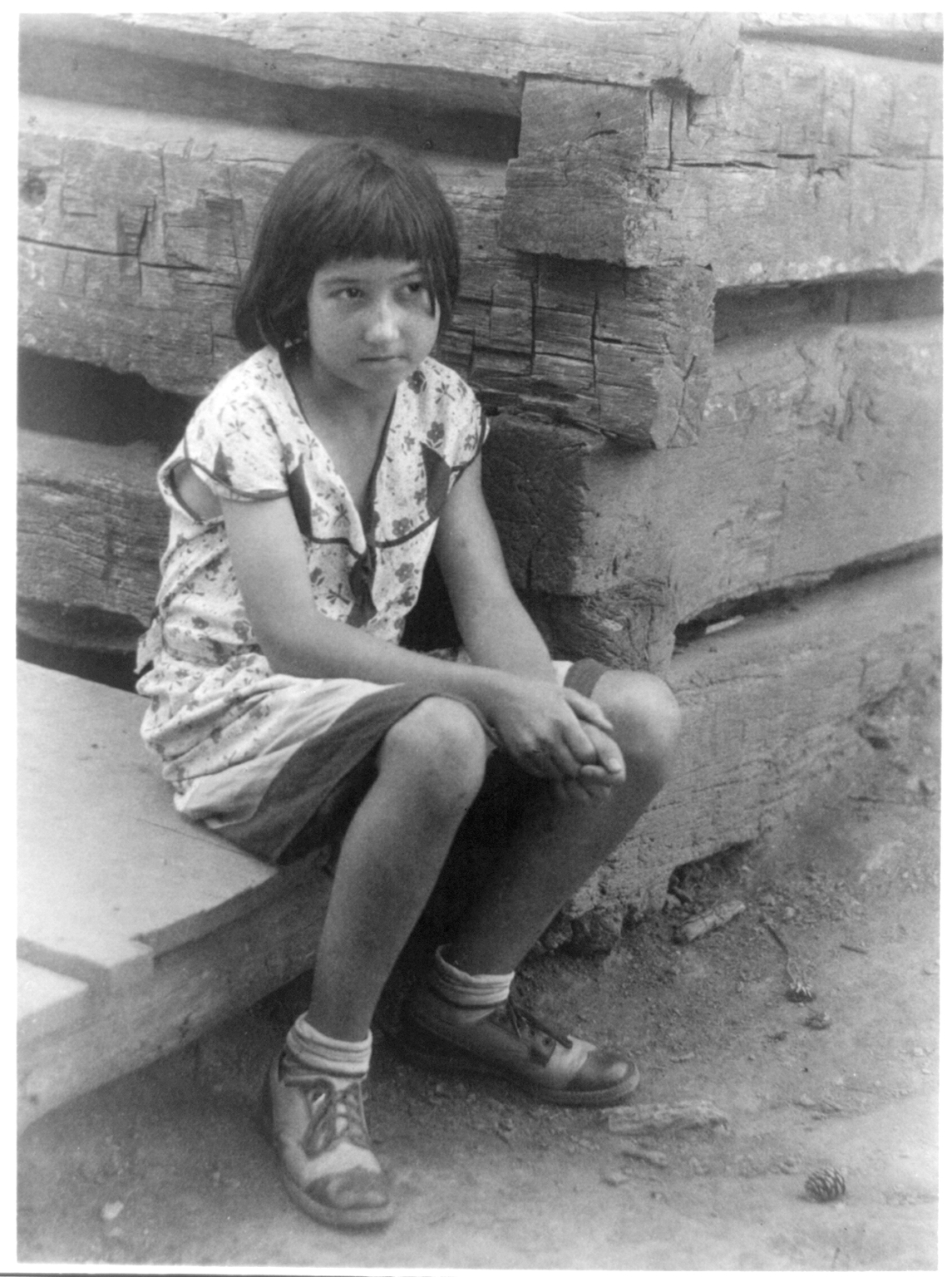
Holčička sedící u srubu
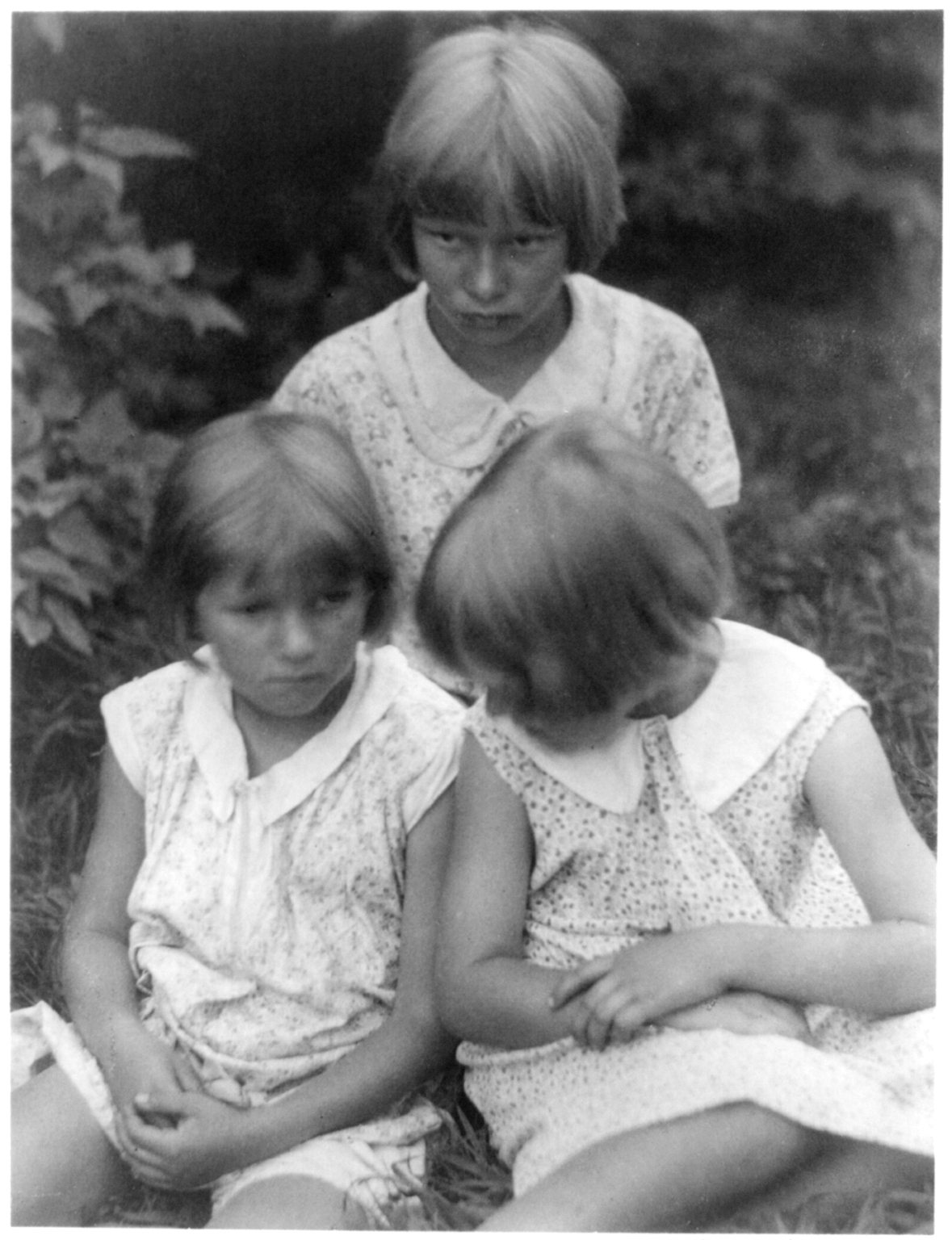
Tři malé dívky
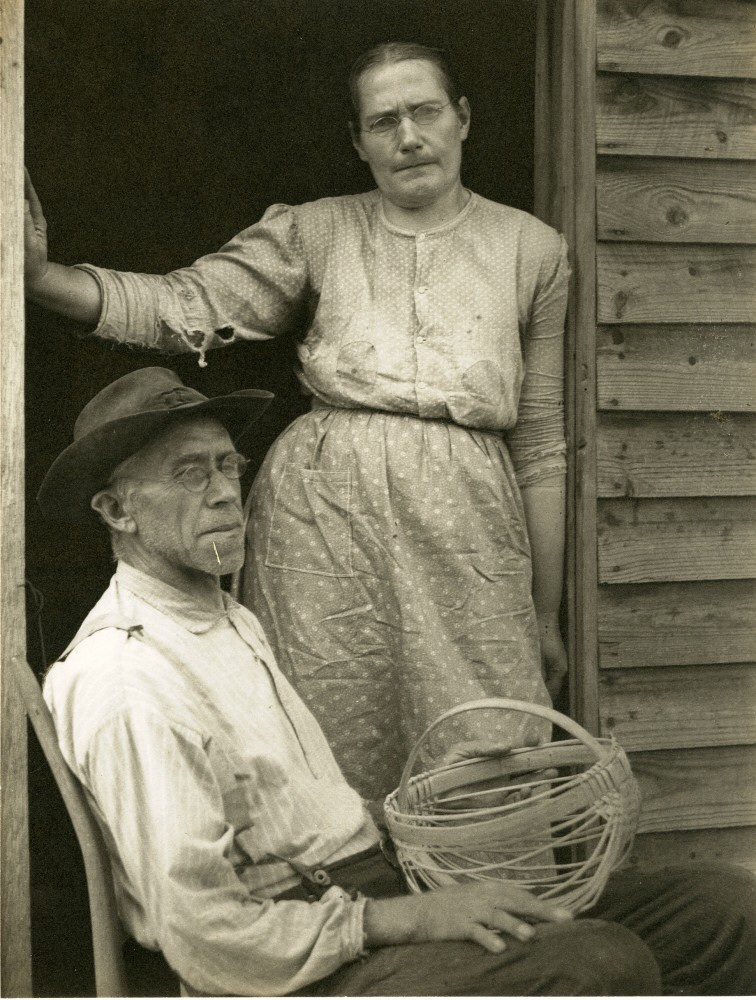
Eldery Apalachian couple
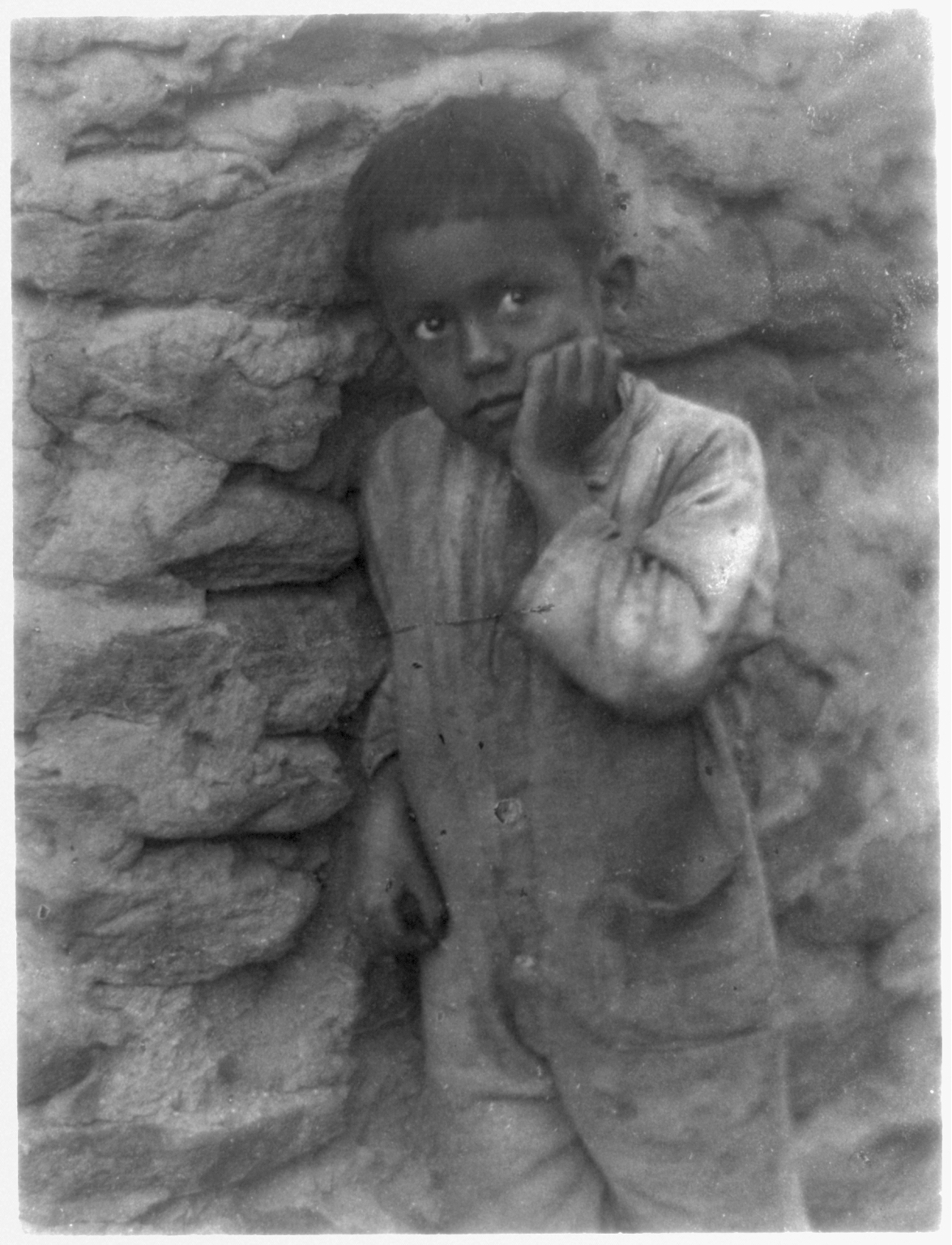
Negro child against stone wall
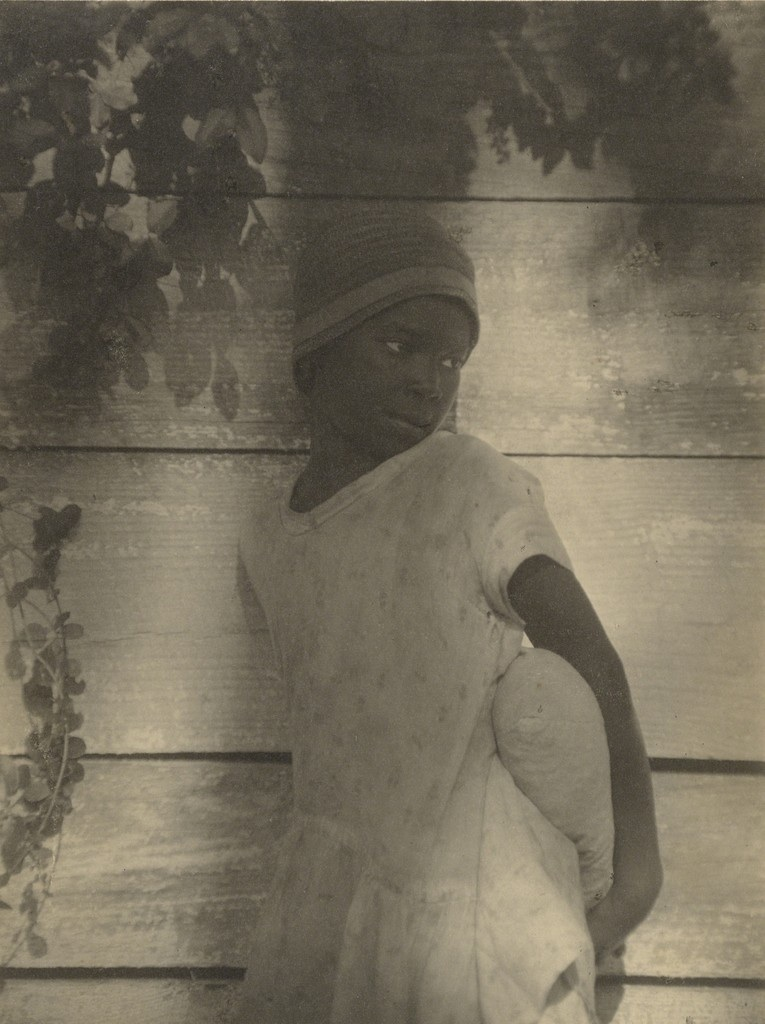
Portrétní studie
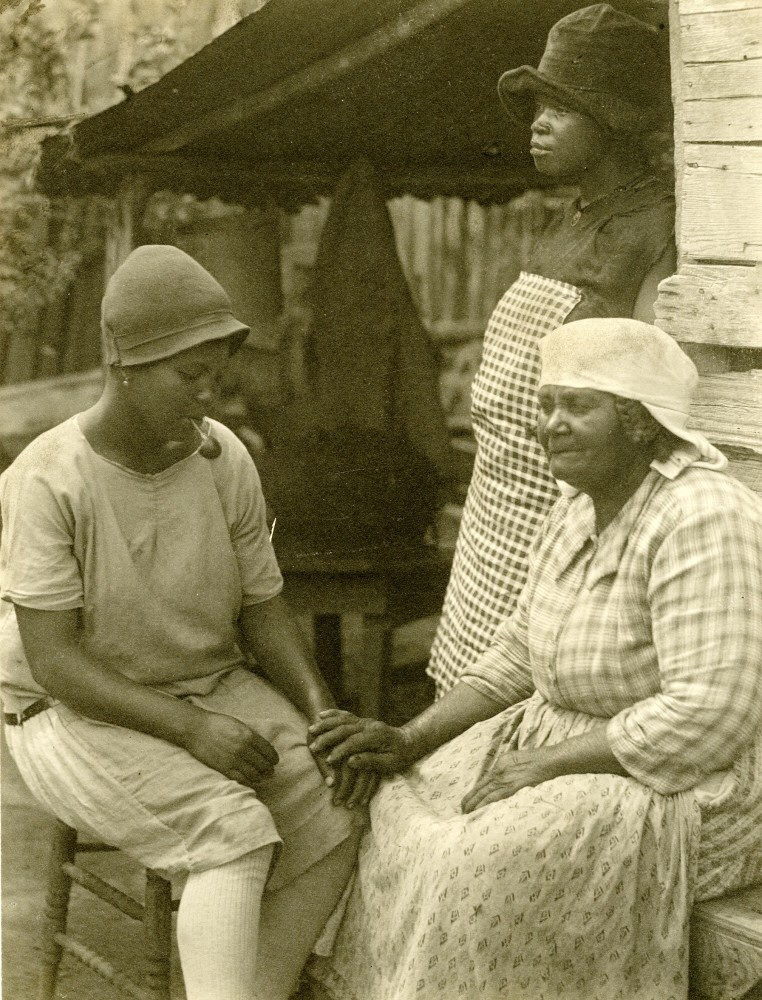
Old Gullah woman and two girls
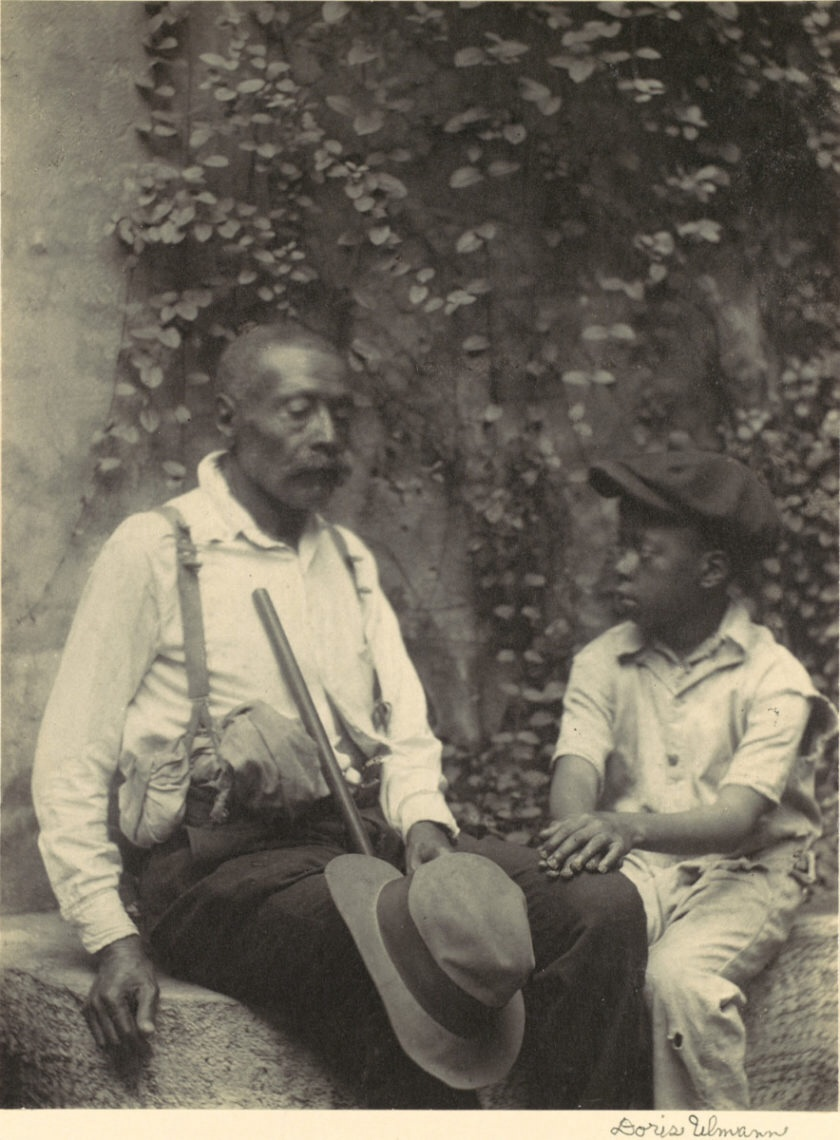
Third Generation
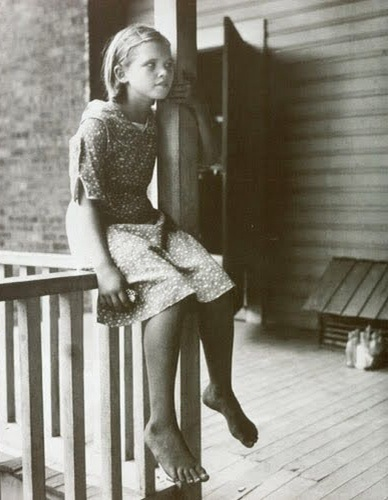
Girl on a Fence
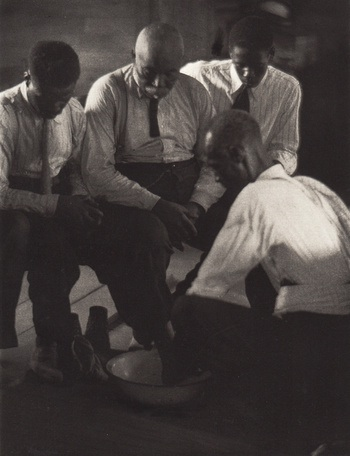
Foor Washing
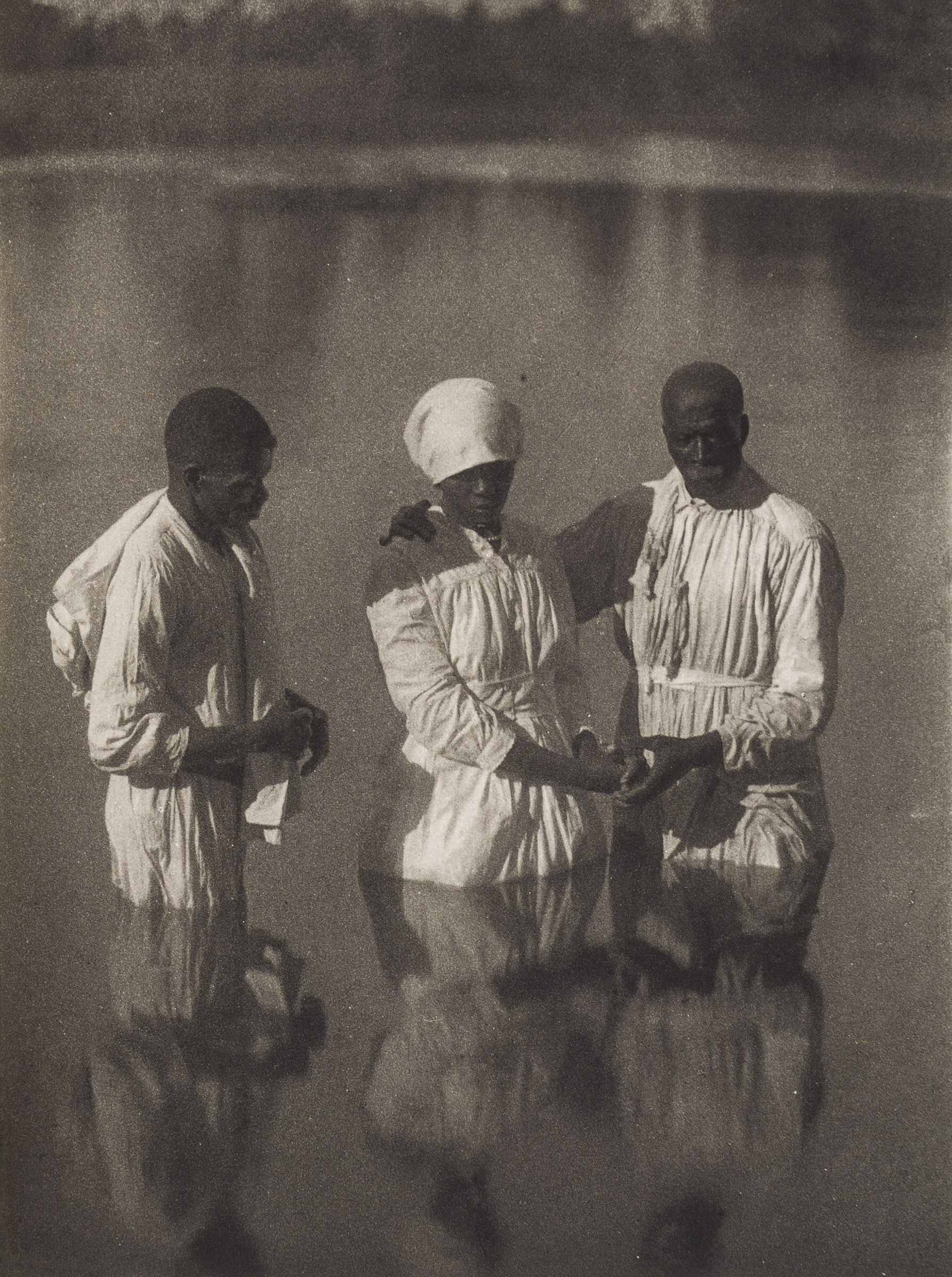
Baptism
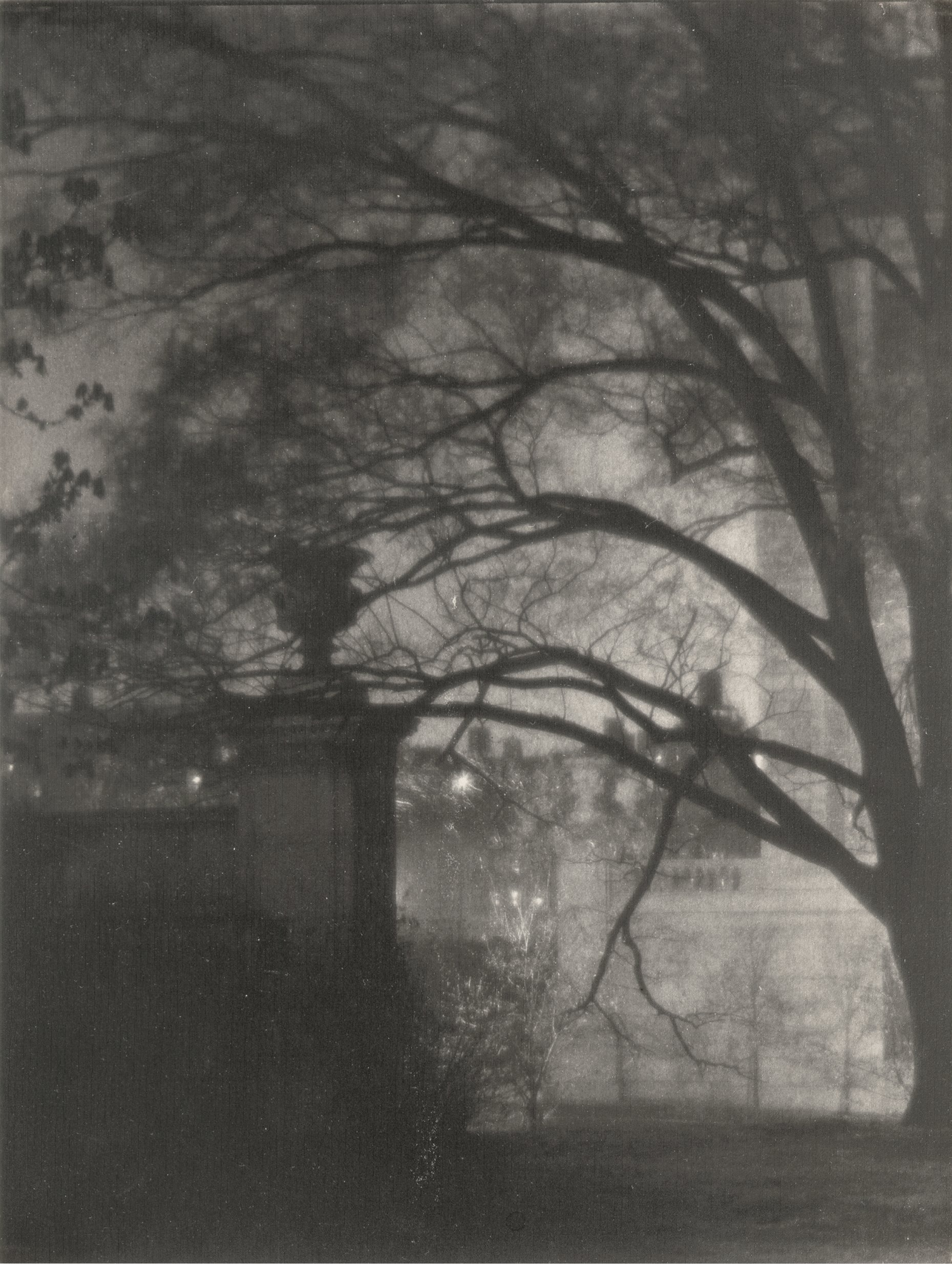
Cityscape, New York

### Publikováno během života Ulmannové
- Ulmannová, D. (1919). The faculty of the College of Physicians & Surgeons, Columbia University in the City of New York. New York, Hoeber.
- Ulmannová, D. (1920). The faculty of the College of Physicians & Surgeons, Columbia University in the City of New York: twenty-four portraits. New York, Hoeber.
- Ulmannová, D. et al. (1922). A book of portraits of the faculty of the Medical Department of the Johns Hopkins University, Baltimore. Baltimore, Johns Hopkins Press.
- Ulmannová, D. (1925). A portrait gallery of American editors. New York, W.E. Rudge.
- Ulmannová, D. (1928). "Among the Southern mountaineers: camera portraits of types of character reproduced from photographs recently made in the highlands of the South," The Mentor, v.16 pp. 23–32. New York, N.Y., Crowell Pub. Co.
- Peterkin, J. M., D. Ulmannová, et al. (1933). Roll, Jordan, roll. Indianapolis, Bobbs-Merrill.
- [unattributed] (1930). "The stuff of American drama in photographs by Doris Ulmann," Theatre Arts Monthly, v. 14 pp. 132–146. New York, NY: Theatre Arts, Inc.

### Pozdější díla
- Eaton, A. H., D. Ulmannová, et al. (1937). Handicrafts of the Southern highlands; with an account of the rural handicraft movement in the United States and suggestions for the wider use of handicrafts in adult education and in recreation. New York, Russell Sage Foundation.
- Ulmannová, D. (1971). The Appalachian photographs of Doris Ulmann. Penland, N.C. Jargon Society.
- Ulmannová, D., R. Coles, et al. (1974). The darkness and the light. [New York] Aperture.
- Ulmannová, D., J. J. Niles, et al. (1976). The Appalachian photographs. Highlands, N.C., Jargon Society.
- Ulmannová, D. (1976). Photographs of Appalachian craftsmen: a retrospective exhibition, April 6-May 1, 1976. Cullowhee, N.C., Western Carolina University.
- Ulmannová, D., et al. (1978). An exhibition for the dedication of the Traylor Art Building, Berea College, Berea, Kentucky: Doris Ulmann's photographs; ritual clay: Walter Hyleck; the Berea College collection. Berea, Ky., Berea College.
- Ulmannová, D. and D. Willis-Thomas (1981). Photographs by Doris Ulmann: the Gullah people [exhibition] June 1-July 31, 1981, Schomburg Center for Research in Black Culture, The New York Public Library Astor Lenox and Tilden Foundations. New York, The Library.
- Banes, R. A. (1985). Doris Ulmann and her mountain folk. Bowling Green, Ohio, Bowling Green State University.
- Featherstone, D. (1985). Doris Ulmann: American portraits. Albuquerque, University of New Mexico Press.
- Curtis, E. S., D. Ulmannová, et al. (1986). The last photographs. Haverford, Pa., Comfort Gallery Haverford College.
- Keller, J. (1988). After the manner of women: photographs by Käsebier, Cunningham, and Ulmann. Malibu, Calif., J. Paul Getty Museum.
- McEuen, M. A. (1991). Changing eyes: American culture and the photographic image, 1918–1941.
- Oeltman, M. T. (1992). Doris Ulmannová, American photographer, and the Southern Agrarian movement.
- Lovejoy, B. (1993). The oil pigment photography of Doris Ulmann. Lexington, Ky., [s.n.].
- Lamuniere, M. C., J. M. Peterkin, et al. (1994). Roll, Jordan, roll: the Gullah photographs of Doris Ulmann. University of Oregon.
- Sperath, A. (1995). Ceramics Kentucky 1995. Murray, Ky., The Gallery.
- Ulmannová, D. (1996). Doris Ulmann: photographs from the J. Paul Getty Museum. Malibu, Calif., The Museum.
- Ulmannová, D. a J. Keller (1996). Doris Ulmann: photography and folklore. Los Angeles, J. Paul Getty Museum.
- Ulmannová, D. et al. (1997). Picture gallery photography by Doris Ulmann. University of Oregon.
- Rosenblum, N., S. Fillin-Yeh, et al. (1998). Documenting a myth: the South as seen by three women photographers, Chansonetta Stanley Emmons, Doris Ulmannová, Bayard Wootten, 1910–1940. Portland, Or., Douglas F. Cooley Memorial Art Gallery Reed College.
- Ulmannová, D. et al. (1999). Myth, memory and imagination: universal themes in the life and culture of the South: selections from the collection of Julia J. Norrell. McKissick Museum. Columbia, S.C., McKissick Museum University of South Carolina.
- Kowalski, S. (2000). Fading light: the case of Doris Ulmann. University of Oregon.
- Jacobs, P. W. (2001). The life and photography of Doris Ulmann. Lexington, University Press of Kentucky.